# HMS Black Prince (1904)
Za druge ladje glejte HMS Black Prince.
HMS Black Prince je bila oklepna križarka razreda duke of edinburgh Kraljeve vojne mornarice.
Potopljena je bila med bitko za Jutland.